# Chydorus gibbus
Chydorus gibbus är en kräftdjursart som beskrevs av Georg Ossian Sars 1891. Chydorus gibbus ingår i släktet Chydorus och familjen Chydoridae. Inga underarter finns listade i Catalogue of Life.